# Cimitero di Père-Lachaise
Il cimitero di Père-Lachaise (francese cimetière du Père-Lachaise, pronuncia [pɛʁ la.ˈʃɛːz]), in francese, è il più grande cimitero di Parigi intra muros e uno dei più celebri nel mondo. Situato nel XX arrondissement della città, vi sono sepolti numerosi personaggi celebri. Accoglie ogni anno più di tre milioni e mezzo di visitatori, che ne fanno così il cimitero più visitato al mondo.

## Storia

### Père-Lachaise
Una delle sette colline di Parigi, chiamata Champ-l'Évêque, apparteneva nel Medioevo al vescovo di Parigi, e nel XII secolo prese il nome di Mont-aux-Vignes, per le viticulture che allora vi si conducevano. Nel 1430, un ricco commerciante di nome Régnault de Wandonne acquistò la tenuta al fine di costruirvi una casa di campagna, detta anche folie. Da qui l'origine del nome attuale di rue de la Folie-Regnault nell'XI arrondissement.

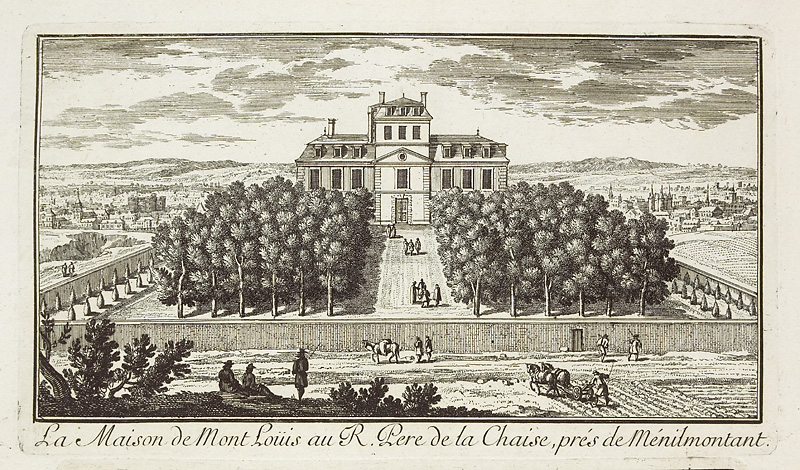
La casa di Père-Lachaise, Monte Luigi.

Due secoli più tardi i Gesuiti acquistarono il terreno per farne un luogo di riposo e di convalescenza. La casa accolse per qualche ora il giovane re Luigi XIV, venuto ad assistere su queste alture ai combattimenti della Fronda. Questo avvenimento darà al luogo il nome di Monte Luigi (Mont-Louis). Ma il più illustre inquilino fu François d'Aix de La Chaise (1624-1709), detto le Père La Chaise, confessore dello stesso re di Francia Luigi XIV, che esercitò un'influenza moderatrice su colui che era impegnato a lottare contro il Giansenismo. Dimorerà qui dal 1675 fino alla morte avvenuta nel 1709.
Il conte de La Chaise, fratello del prete gesuita, diede numerose feste nella tenuta, ciò che contribuirà al suo ingrandimento e abbellimento. Nel 1762, la Compagnia dei Gesuiti fu costretta a cedere il terreno per via di un debito con il père de Jacy. Sul finire di quegli anni, i giardini furono abbandonati all'incuria e i proprietari si succedettero, finché l'area, il 9 marzo 1803, fece ritorno al prefetto della Senna Nicolas Frochot, che lo acquistò per la somma di 180 000 franchi.

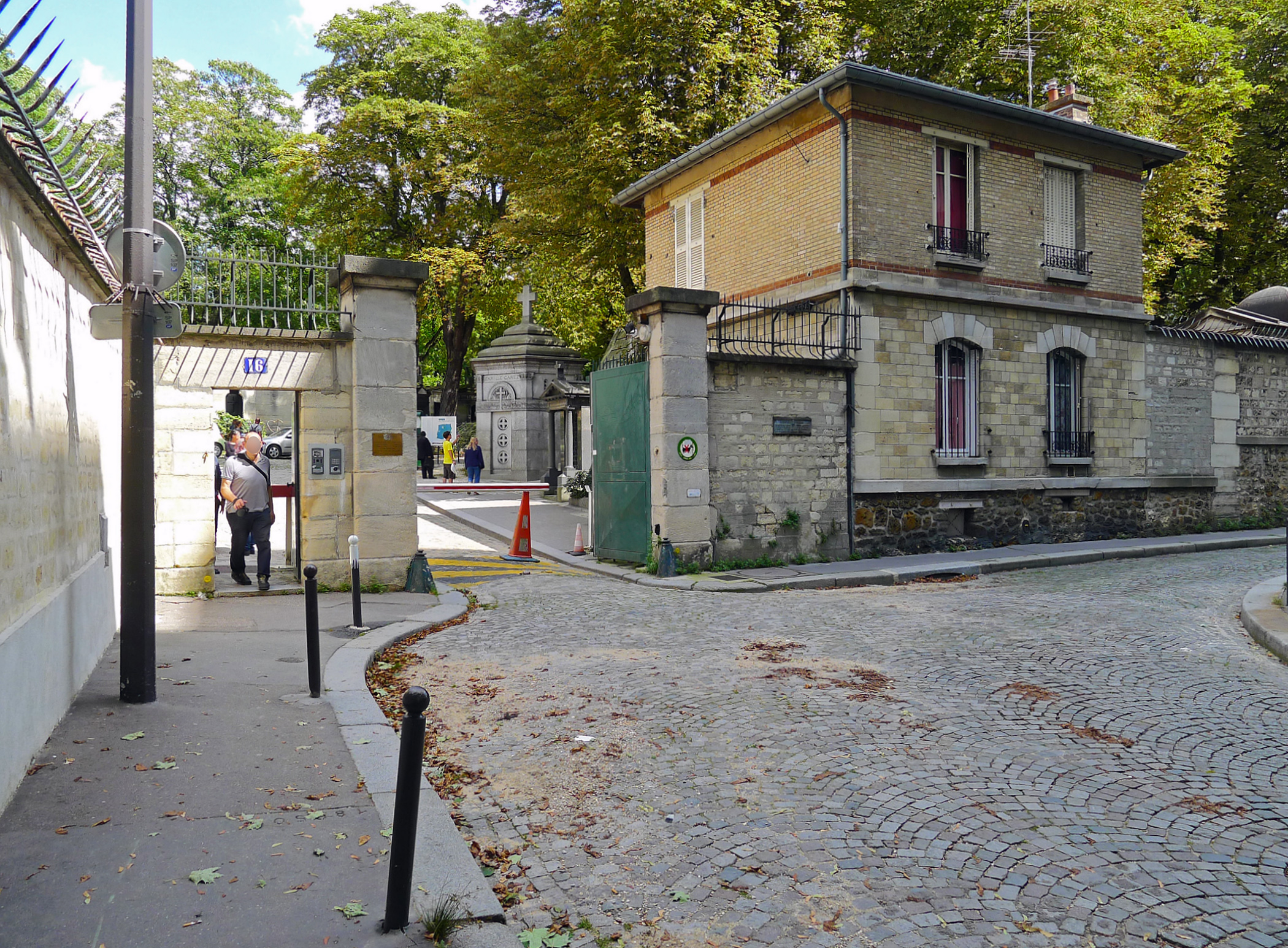
La porta rue du Repos esistente dal 1813

### Costruzione e ingrandimento
Dopo la chiusura del cimitero degli Innocenti, per l'applicazione tardiva della legge del 1765 che proibiva i cimiteri nella città, Parigi cominciò a scarseggiare di luoghi di sepoltura. Napoleone Bonaparte, allora console, stabilì che ogni cittadino aveva il diritto di essere sepolto, qualunque fosse la sua razza o la sua religione, includendo il caso dei miscredenti, degli scomunicati, degli attori e dei poveri. Il 12 giugno 1804, un Decreto Imperiale sulle sepolture fissò definitivamente le regole che dovevano essere applicate per la costruzione e l'organizzazione dei cimiteri All'inizio del XIX secolo furono così creati molti nuovi cimiteri fuori dai confini della capitale: il cimitero di Montmartre a nord, il cimitero dell'Est, il cimitero di Montparnasse a sud e, a ovest della città, il cimitero di Passy.
Il prefetto di Parigi decretò la trasformazione dei 17 ettari di Mont-Louis nel cimitero dell'Est. La progettazione del cimitero fu affidata all'architetto neoclassico Alexandre-Théodore Brongniart nel 1803. Mentre l'ispettore generale, capo della seconda sezione dei lavori pubblici del dipartimento della Senna e della Città di Parigi, Brongniart disegnava i grandi assi sotto la forma, per la prima volta, di un immenso giardino all'inglese, con dei viali colmi di alberi e di piante dai profumi diversi e ai lati delle sepolture scolpite. Progetterà dei monumenti funerari di cui soltanto uno sarà realizzato: quello della famiglia Greffulhe, in uno stile neogotico raffinato.

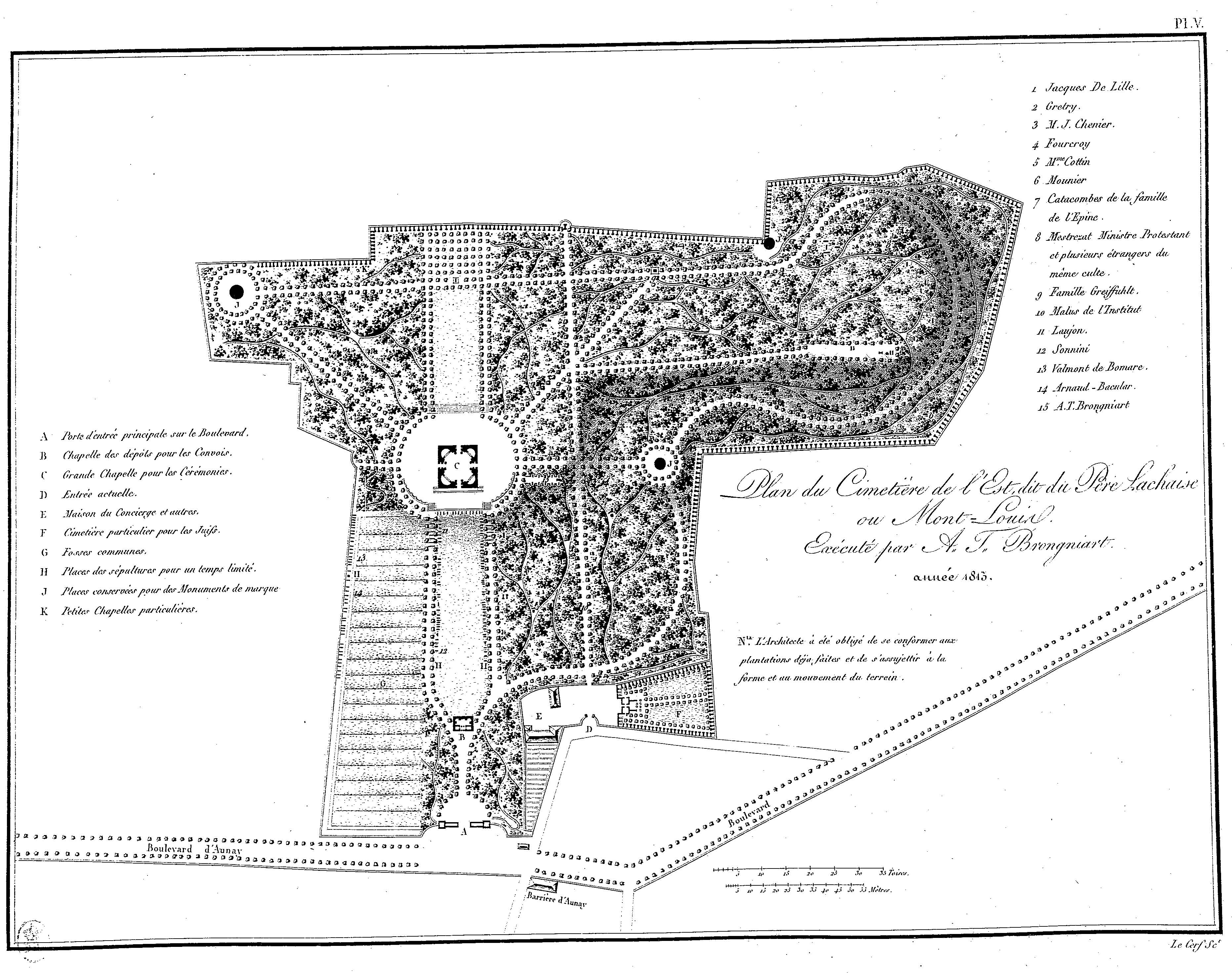
Cartina del cimitero nel 1813

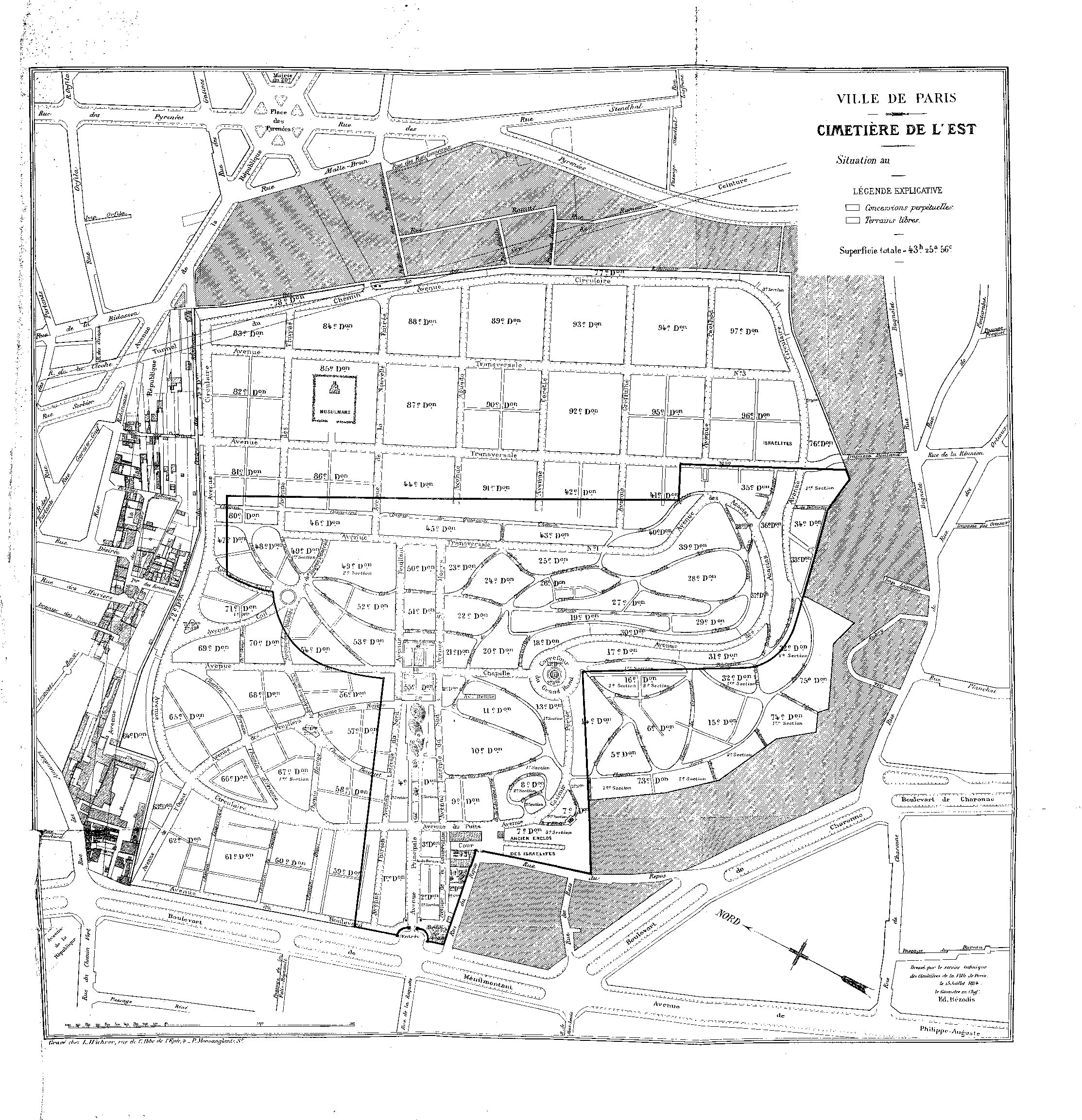
Cartina del cimitero nel 1926.

Il 21 maggio 1804, il cimitero fu ufficialmente aperto per una prima inumazione: quella di una bambina di cinque anni, figlia di un campanaro del sobborgo Sant'Antonio, seguita da quella di Reine Févez, morta al 615 di rue Jarente il 18 giugno 1804, moglie di Valentin Robert, negoziante di Bar-le-Duc, e nonna di Gilbert, barone Dufour, capo organizzatore della Guardia Imperiale. Era all'origine destinato ai Parigini di uno dei quattro arrondissement della riva destra (il 5, 6, 7 e 8 dell'epoca), in fossa comune o in concessione perpetua. Ma il cimitero non era tra i preferiti dei Parigini, che rifiutavano di essere sepolti su delle alture, fuori da Parigi, e in un quartiere reputato popolare e povero.
Nel 1804, il Père-Lachaise non contava che 13 tombe. L'anno seguente, non ce n'erano che 44, poi 49 nel 1806, 62 nel 1807 e 833 nel 1812. Nel 1817, per migliorare l'immagine del cimitero, il sindaco di Parigi organizzò il trasferimento dei resti di Abelardo ed Eloisa, così come quelli di Molière e di La Fontaine.
Dopo questa iniziativa, nel 1830 si contavano 33 000 tombe. Il Père-Lachaise s'ingrandì per ben cinque volte: nel 1824, 1829, 1832, 1842 e 1850. La sua superficie passò da 17 ettari e 58 are (175800 m²) a 43 ettari e 93 are (439300 m²) per 70 000 tombe, 5 300 alberi, un centinaio di gatti, numerosi uccelli. Oggi conta 3,5 milioni di visitatori all'anno.

### La Comune
Durante la Comune di Parigi, nel maggio 1871, il Père-Lachaise fu teatro di una violenta battaglia. Per via della sua localizzazione strategica sulla collina, gli insorti vi si asserragliarono, installandovi anche parte della loro artiglieria, ma furono rapidamente sopraffatti dalle meglio organizzate truppe Versagliesi di Thiers. I 147 comunardi superstiti e 19 ufficiali comunardi catturati precedentemente in altre località vennero fucilati il 28 maggio 1871 davanti ad un muro a sud del cimitero e sepolti in una fossa comune scavata ai piedi del muro stesso, nella quale nei giorni seguenti vennero sbrigativamente sepolti numerosi altri comunardi caduti in combattimento o fucilati altrove. Il muro, che in loro memoria prese il nome di "Mur des Fédérés" (Muro dei Federati) e che oggi reca una lapide marmorea dedicata "Aux Morts de la Commune, 21-28 Mai, 1871" ("Ai Morti della Comune, 21-28 Maggio, 1871"), è divenuto il luogo simbolo della Comune di Parigi ed è la tappa finale di una marcia commemorativa, la "Montée au Mur" ("Salita al Muro"), che si tiene il 28 e 29 maggio di ogni anno a partire dal 1905, con la sola interruzione del periodo dell'occupazione tedesca durante la Seconda Guerra Mondiale. 

### Forno crematorio-colombario
Fu soltanto alla fine del secolo, nel 1894, che iniziarono i lavori del forno crematorio e del colombario (inteso come insieme di cellette e non, come viene inteso in Italia, come insieme di loculi per casse intere), progettati nel 1886 da Jean Camille Formigé. L'insieme forno crematorio-colombario si compone di una cappella in stile neobizantino e di quattro ali. Il tutto è composto da una vasta cupola di laterizi e di arenarie, di tre piccole mezze cupole, di due camini. Negli anni 1920, la cupola principale fu decorata con delle vetrate di Carl Mauméjeab. Il colombario definitivo si compone di tre livelli: due in sottosuolo e due all'esterno e può contenere più di 40 800 cassettine o urne.
Il forno crematorio è il primo costruito in Francia. La prima cremazione ebbe luogo il 30 gennaio 1889, un anno dopo la legge del 15 novembre 1887 che proclamava la libertà dei funerali e autorizzava la cremazione. Essenzialmente utilizzato da massoni, anticlericali e da liberi pensatori (Charles-Ange Laisant, André Lorulot), il ricorso alla cremazione si sviluppò dopo la revoca della proibizione da parte della Chiesa Cattolica nel 1963. A partire dagli anni 1980, i malati di AIDS privilegiarono la cremazione (Jean-Paul Aron, Guy Hocquenghem, Cyril Collard, Pascal de Duve, Cleews Vellay, Jean-Luc Lagarce). Da 49 cremazioni nel 1889, la cifra è passata a 5 000 cremazioni agli inizi del XXI secolo. Nel 2012, la cremazione si esegue nel 45% dei funerali a Parigi.
Nel colombario si trovano ceneri di numerose celebrità come il regista Max Ophüls e l'umorista Pierre Dac; si trova anche un cenotafio dedicato al soprano Maria Callas, le cui ceneri sono state sparse nell'Egeo.

## Religione
Il decreto del 23 pratile dell'anno XII (1804) di Napoleone assicurò le domande relative all'organizzazione dei cimiteri e dei funerali. I comuni sono obbligati a creare un cimitero idoneo ad ogni culto o di adattare ad ogni culto una parte del cimitero. La legge del 14 novembre 1881 abrogò quest'articolo del 23 pratile, ciò che condusse al divieto dei comparti confessionali.
Al Père-Lachaise sono esistiti comparti dedicati agli ebrei e ai musulmani.
La legge delle separazione della Chiesa e dello Stato del 9 dicembre 1905 non ebbe impatto sul cimitero di Père-Lachaise, poiché gli emblemi religiosi rimasero autorizzati sui monumenti funebri privati. La croce del cimitero fu tolta nel giugno del 1883.

### Cappella
Per la posizione della casa del Père La Chaise, Brongniart aveva previsto un'immensa piramide adatta a tutte le cerimonie di tutti i culti cristiani. Questo monumento non fu mai costruito e l'edificazione della cappella fu affidata all'architetto Étienne-Hippolyte Godde. La costruzione iniziò nel 1820, finanziata dalla città e una donazione di 400 000 franchi fatta dalla vedova del dottor Bosquillon. La cappella adatta al culto cristiano venne consacrata nel 1834 e dipende dalla parrocchia di Saint Germain de Charonne.

### Comparti ebraici
Parigi aveva sette comparti ebraici. Il comparto ebraico del Père-Lachaise fu aperto il 28 febbraio 1810 nella divisione 9. Recintato da un muro, il cimitero israelita era composto da una sala di purificazione e di un padiglione per il giardino. La recinzione era chiusa a chiave. Dal 1865 al 1882, la divisione 97 ospiterà altri edifici ebraici. Dopo il divieto dei comparti nel 1881, i muri di quelli ebraici furono distrutti e gli ebrei vennero sepolti nella divisione 96. Tra i numerosi personaggi sepolti nel XIX secolo, le guide dell'epoca segnalavano Rachel Félix, attrice che interpretava tragedie, David Sintzheim, primo grande rabbino di Francia, la famiglia Rothschild, Roblès, Singer, Fould.
L'articolo 15 del decreto del 23 pratile anno XII (12 giugno 1804, Decreto relativo ai luoghi d'inumazione) permette la divisione dei cimiteri in favore di altri culti.

### Area musulmana
La creazione di un'area musulmana fu autorizzata da una delibera del consiglio municipale del 17 giugno 1853 e da un editto prefettizio del 29 novembre 1865 che decretava « [...] un'area speciale praticata nelle dipendenze del cimitero dell'Est per l'inumazione delle persone decedute a Parigi che professano la religione maomettana»
La divisione 85 fu affidata al culto musulmano. Questa parte piana e recintata fa parte dei terreni acquistati allora per l'ultima estensione del cimitero nel 1850. Delimitata da un cortile recintato, l'area misura 3260 m². Nel maggio del 1855 iniziarono i lavori di costruzione della moschea basata sui disegni di Marie-Gabriel Jolivet, architetto della terza sezione di lavori della città di Parigi. Il monumento è composto da una sala d'attesa, di un lavatorium, destinato alla purificazione dei musulmani, e di un deposito per gli accessori di culto. Il dispositivo policromatico è costituito da una pietra da taglio bianca e di arenaria rossa dei Vosgi disposte successivamente in bande orizzontali.
L'area musulmana aprì il 1º gennaio 1857, e divenne il primo cimitero musulmano in Francia. Tra il 1856 e il 1870, l'edificio non contava che 44 inumazioni: 6 concesse ad uso perpetuo, 7 temporanee, 31 fosse gratuite. L'edificio venne ristretto molte volte. Il 1º marzo 1871, una parte inutilizzata dell'edificio, fu affidata al culto israeliano ed entrò a far parte della divisione 87 che venne concessa agli ebrei dal 1865 al 1882.
La legge del 14 novembre 1881 proibì i comparti. La chiusura dell'area musulmana è stata rimossa, contrariamente alla siepe vegetale piantata nel 1873 che è conservata. L'area è di nuovo tracciata nel 1883
Nonostante la legge del 1881, la moschea venne conservata. Ma la Turchia, che aveva iniziato i lavori, non li continuò. Una ricostruzione è iniziata prima che lo scoppio della prima Guerra mondiale annullasse il progetto. Alleata della Germania, la Turchia fu da quel momento un paese nemico della Francia. La moschea venne distrutta nel 1914. Il progetto fu definitivamente abbandonato nel 1923 avendone già un altro per la costruzione che diventerà la Grande Moschea di Parigi.

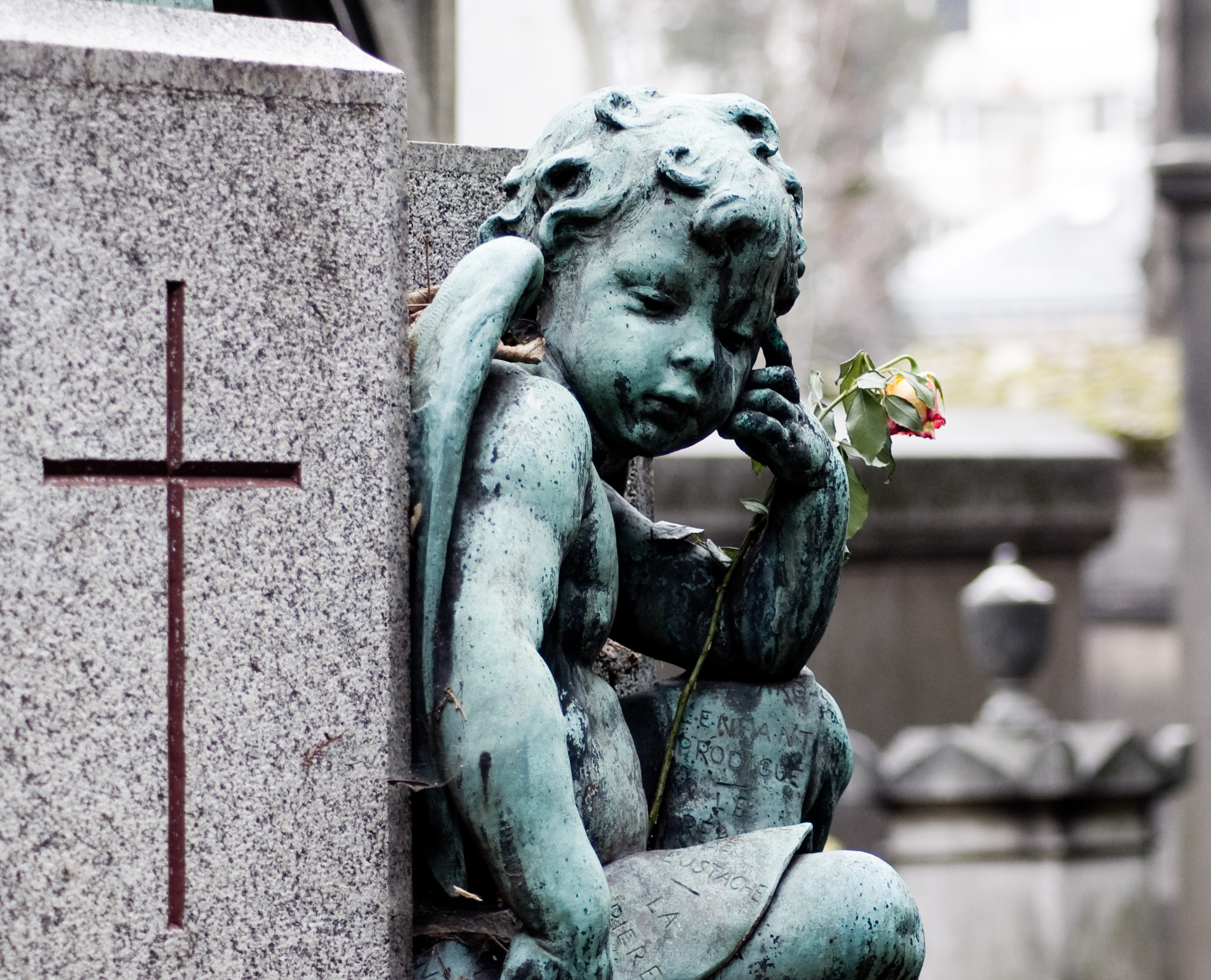
Dettaglio di una lapide

## Sepolture illustri
Vi sono sepolti, o vi sono stati sepolti, spesso trasferiti dalle tombe iniziali, molti personaggi famosi. Se ne elencano alcuni, per data di morte:

### Traslati
Abelardo ed Eloisa († 1142 e 1164),
Savinien Cyrano de Bergerac († 1655),
Molière († 1673),
Jean de La Fontaine († 1695),
Pierre-Augustin Caron de Beaumarchais († 1799).

### XIX secolo
Michel Adanson († 1806), Marie-Joseph Chénier († 1811),  
Antoine Parmentier († 1813), Joseph-Ignace Guillotin († 1814),
Michel Ney († 1815), 
François-André Vincent († 1816), Charles Messier († 1817)
Antoine Beauvilliers († 1817),
Nicolas Isouard († 1818),
Gaspard Monge († 1818),
Maurice Duplay († 1820),
Denis Decrès († 1820),
Constance Mayer († 1821),
Jean-Baptiste Delambre († 1822)
Louis Nicolas Davout († 1823),
Jean-Jacques Régis de Cambacérès († 1824),
Charles-François Lebrun († 1824),
Vivant Denon († 1825),
Henri de Saint-Simon († 1825),
Jacques-Louis David († 1825),
Armand Simon-Marie Blanquet du Chayla († 1826),
Louis Gabriel Suchet († 1826),
Armand Augustin Louis de Caulaincourt († 1827),
Joseph Léopold Sigisbert Hugo († 1828),
Raymond de Sèze († 1828),
Paul Barras († 1829),
Benjamin Constant († 1830), Sophie Germain († 1831),
Jean-François Champollion († 1832),
Georges Cuvier († 1832),
Éléonore Duplay († 1832),
François Étienne de Rosily-Mesros († 1832),
Vincenzo Bellini († 1835),
Emmanuel Joseph Sieyès († 1836),
Antonín Reicha († 1836),
Karl Ludwig Börne († 1837),
Eugène Hugo († 1837), 
Étienne-Gaspard Robert († 1837),
Michele Obino († 1839), 
Népomucène Lemercier († 1840), 
Luigi Cherubini († 1842),
Dominique-Jean Larrey († 1842),
Samuel Hahnemann († 1843),
Fryderyk Chopin († 1849),
Honoré de Balzac († 1850),
Henri Marie Ducrotay de Blainville († 1850),
Joseph Louis Gay-Lussac († 1850),
François Arago († 1853),
Louis Visconti († 1853),
Marcellin Marbot († 1854),
Émilie de Beauharnais († 1855),
Gérard de Nerval († 1855),
Eugène-François Vidocq († 1857),
Alfred de Musset († 1857),
Auguste Comte († 1857),
Elisa-Rachel Félix († 1858),
Eugène Delacroix († 1863),
Charles Christofle († 1863),
Jean-Auguste-Dominique Ingres († 1867),
Marguerite-Joséphine Weimer († 1867),
Alessandro Giuseppe Colonna-Walewski († 1868),
Allan Kardec († 1869),
Giulia Grisi († 1869),
Jean-Pierre Dantan († 1869),
Victor Noir († 1870),
Charles Hugo († 1871),
Daniel Auber († 1871),
Louis Charles Delescluze († 1871),
Gustave Flourens († 1871),
Jules Michelet († 1874),
Jean-Baptiste Camille Corot († 1875),
Georges Bizet († 1875),
Adolphe Thiers († 1877),
Olympe Pélissier († 1878),
Auguste Blanqui († 1881),
Albert Theisz († 1881),
Gustave Doré († 1883),
Jules Miot († 1883),
Giuseppe De Nittis († 1884),
Maria Taglioni († 1884),
Jacques Baumer († 1885),
Frédéric Cournet († 1885),
André Gill († 1885),
Jules Vallès († 1885),
Paul Baudry († 1886),
Eugène Pottier († 1887),
Émile Eudes († 1888),
Gaston Planté († 1889),
Félix Pyat († 1889),
Jean-Charles Alphand († 1891),
Nicolò Gabrielli († 1891),
Georges Haussmann († 1891),
Georges Seurat († 1891),
Adrien Decourcelle († 1892),
Édouard Lalo († 1892), Eugène Baudouin († 1893),
Benoît Malon († 1893),
Marietta Alboni († 1894), Gustave Caillebotte († 1894), Ferdinand de Lesseps († 1894), Arsène Houssaye († 1896),
Leó Frankel († 1896),
Louis Auguste Rogeard († 1896), Marie-Cornélie Falcon († 1897),
Alphonse Daudet († 1898),
Rosa Bonheur († 1899),
Félix Faure († 1899),
Virginia Oldoini, contessa di Castiglione († 1899),
Oscar Wilde († 1900).

### XX secolo
Prosper-Olivier Lissagaray († 1901),
Jean-Georges Vibert  († 1902),
Raoul Urbain († 1902),
Jean-Baptiste Clément († 1903),
Charles Longuet († 1903),
Camille Pissarro († 1903),
Augustin Avrial († 1904),
Jean Benner († 1906),
Jules Janssen († 1907)
Walery Wroblewski († 1908),
Paul-Ferdinand Gachet († 1909),
Nadar († 1910),
Geo Chávez († 1910),
Paul Lafargue († 1911),
Laura Marx († 1911),
Gustave de Molinari († 1912),
Ramón Corral († 1912),
Thérésa († 1913),
Angelo Mariani († 1914),
Armand Peugeot († 1915),
Guillaume Apollinaire († 1918),
Adelina Patti († 1918),
Amedeo Modigliani († 1920),
Jeanne Hébuterne († 1920),
George Foottit († 1921),
Joseph Oller († 1922),
Marcel Proust († 1922),
Sarah Bernhardt († 1923),
Élémir Bourges († 1925),
Nikolaj Čcheidze († 1926),
Piero Gobetti († 1926),
Isadora Duncan († 1927),
Jean-Joseph Weerts († 1927),
Georges Courteline († 1929),
Luciano Zuccoli (conte Luciano von Ingenheim) († 1929),
Léon Glaize († 1931), 
André Boillot († 1932),
Anna de Noailles († 1933),
Nestor Ivanovič Machno († 1934),
Aleksandr Potresov († 1934),
Béatrice de Rothschild († 1934),
Henri Barbusse († 1935),
Paul Dukas († 1935),
Edith Méra († 1935),
Fulgence Bienvenüe († 1936),
Gerda Taro († 1937),
Georges Méliès († 1938),
Jeanne Itasse-Broquet († 1941),
Jane Avril († 1943),
Mathilde de Morny († 1944),
Gertrude Stein († 1946),
Ettore Bugatti († 1947),
Marguerite Carré († 1947),
Christian Bérard († 1949),
Ginette Neveu († 1949),
Wols († 1951),
Jules Berry († 1951),
Francisco Boix († 1951),
Roger-Henri-Marie Beaussart († 1952),
Paul Éluard († 1952),
Louis Verneuil († 1952),
Marcelle Ackein († 1952),
Colette († 1954),
René Le Senne († 1954),
Pierre Levegh († 1955),
Marie Laurencin († 1956),
Pavel Fëdorovič Čeliščev († 1957)
Max Ophüls († 1957),
Richard Wright († 1960),
Rafael Leónidas Trujillo († 1961),
Maurice Tourneur († 1961),
Maurice Merleau-Ponty († 1961),
Francis Poulenc († 1963),
Édith Piaf († 1963),
Maurice Thorez († 1964),
Many Benner († 1965),
Raymond Rognoni († 1965),
Cléo de Mérode († 1966),
Cino Del Duca († 1967),
Alice Toklas († 1967),
Édouard Daladier († 1970), Théo Sarapo († 1970),
Jim Morrison († 1971), Alice Tissot († 1971), Pierre Brasseur († 1972),
Miguel Ángel Asturias († 1974),
Anatole Litvak († 1974),
Pierre Dac († 1975),
Max Ernst († 1976),
Maria Callas († 1977),
Marcel Camus († 1982),
Georges Perec († 1982),
Jean Martinelli († 1983),
Pascale Ogier († 1984),
Fernand Braudel († 1985),
Simone Signoret († 1985),
Boris Kochno († 1990),
Yves Montand († 1991),
Marcel Mouloudji († 1994),
Jean Weber († 1995),
Christine Pascal († 1996),
Stéphane Grappelli († 1997),
Michel Petrucciani († 1999),
Darling Légitimus († 1999).

### XXI secolo
Gilbert Bécaud († 2001),
Jean-Pierre Aumont († 2001),
Guy Tréjean († 2001),
Pierre Bourdieu († 2002),
Françoise Giroud († 2003),
Marie Trintignant († 2003),
Sophie Daumier († 2003),
Monique Wittig († 2003),
Jacques Rouxel († 2004),
Serge Adda († 2004),
Arman († 2005),
Suzanne Flon († 2005),
Claude Jade († 2006),
Robert Etcheverry († 2007),
Lucie Aubrac († 2007),
Régine Crespin († 2007),
Catherine Pelletier, Supernana († 2007),
Marcel Marceau († 2007),
Marpessa Dawn († 2008),
Henri Labussière († 2008)
Henri Salvador († 2008),
Max Théret († 2009),
Alain Bashung († 2009),
Maurice Grimaud († 2009),
Jocelyn Quivrin († 2009),
Claude Chabrol († 2010),
Laurent Fignon († 2010),
Jean Le Bitoux († 2010),
France Pejot († 2010),
Jean Rollin († 2010),
Maria Schneider († 2011),
Annie Girardot († 2011),
Ekaterina Golubeva († 2011),
Tsilla Chelton († 2012),
Michel Duchaussoy († 2012),
Georges Moustaki († 2013),
Patrice Chéreau († 2013),
Willy Rizzo († 2013),
Artus de Penguern († 2013),
Hélène Duc († 2014),
Maria Mauban († 2014),
Nina Companeez († 2015),
Tignous († 2015),
Marie-Josèphe Yoyotte († 2017),
Jean Guillou († 2019),
Marie Laforêt († 2019),
Ivry Gitlis († 2020),
Jean-Pierre Bacri († 2021),
Jean-François Stévenin († 2021),
Gaspard Ulliel († 2022),
Michaël Denard († 2023),
Sophie Fillières († 2023),
Marisa Pavan († 2023),
Michel Blanc († 2024).
Nel 2017 i resti di Francisco Boix sono stati riesumati dal Cimitero parigino di Thiais e sepolti al Père-Lachaise come riconoscimento al suo valore di testimone degli orrori di Mauthausen, grazie al quale è stato possibile incriminare alcuni criminali nazisti.

## Monumenti
Nel 1899 il Monumento ai morti di Paul Albert Bartholomé comprato dalla Città di Parigi al salone del Petit-Champ-de-Mars nel 1895 è installato nel cimitero di Père-Lachaise.
Oltre alle tombe, il cimitero ospita monumenti dedicati ad una personalità o un gruppo di persone.
- Monumenti ai soldati stranieri morti per la Francia durante la Grande Guerra :
  - Memoriale dei Garibaldini dell'Argonne, e ai volontari italiani, morti per la Francia (1934)[17];
  - Monumento agli Armeni morti per la Francia;
  - Monumento ai Belgi morti per la Francia;
  - Monumento ai Greci morti per la Francia;
  - Monumento ai Sovietici morti per la Francia;
  - Monumento ai Cecoslovacchi morti per la Francia.
- Monumento ai soldati stranieri morti per la Francia durante la seconda guerra mondiale :
  - Monumento in omaggio all'esercito polacco in Francia (alleato centrale)
- Monumento in onore delle vittime deportate nei campi di concentramento e di sterminio[18]

1. Auschwitz-Birkenau (1949) ;
2. Neuengamme (1949) ;
3. Ravensbrück (1955) ;
4. Mauthausen (1958) ;
5. Buchenwald-Dora (1964) ;
6. Oranienburg-Sachsenhausen (1970) ;
7. Dachau (1985) ;
8. Flossenbürg (1988) ;
9. Buna-Monowitz (1993) ;
10. Bergen-Belsen (1994) ;
11. Natzwiller-Struthof (2004) ;
12. Convoi 73 (2006) ;

- Monumento agli Spagnoli morti per la libertà (1963)
- Monumenti in onore alle vittime delle catastrofi aeree:
  - una stele in onore delle 170 vittime del DC10 d'UTA;
  - memoriale alla memoria delle 170 vittime del volo 708 West Caribbean (divisione 77) ;
  - memoriale alla memoria delle 148 vittime del volo 604 Flash Airlines inaugurato il 3 gennaio 2007[19];
  - una stele eretta il 1º giugno 2010 in onore delle 228 vittime del volo 447 Air France (divisione 88)
- Monumento al personale degli Ospedali di Parigi vittime del dovere;
- Monumento alle vittime del giugno 1848 (divisione 6)[20][21];
- Monumento alla memoria delle Guardie Nazionali della Senna uccise nella battaglia di Buzenval il 19 gennaio 1871 (divisione 72) ;
- Monumento alla memoria dei soldati morti durante l'assedio di Parigi del 1870-1871 (divisione 64) ;
- Monumento alla memoria dei difensori di Belfort (divisione 54) ;
- Monumento alle vittime non riconosciute dell'incendio del Bazar della Carità (divisione 92, 1899)[22][23];
- Monumento funebre alle vittime non identificate dell'incendio dell'Opera Comica;
- Monumento ai lavoratori municipali della città di Parigi (1906) ;
- Placca appoggiata su il muro dei federati nel 1907 (divisione 76) ;
- Monumento ai morti per la Francia in Africa del Nord del 1952 al 1962, inaugurato il 3 febbraio 2003 (divisione 88) ;
- Monumento ai giovani soldati volontari della Resistenza, inaugurato nel 2009 (divisione 82) ;
- Stele in omaggio alle vittime dell'OAS, inaugurata il 6 ottobre 2011 (divisione 88)[24];
- Stele in memoria delle vittime del genocidio contro i Tutsi nel 1994, inaugurata nel 31 ottobre 2014 (divisione 88) ;

## Manifestazioni
Di fatto numerose personalità sono sepolte là e con il fattore simbolico del luogo, il cimitero di Père-Lachaise è stato ed è ancora luogo di manifestazioni e di commemorazioni, che interessarono in particolar modo la Comune di Parigi. Queste commemorazioni sono principalmente il lavoro dei partiti socialisti e comunisti dei massoni del Grande Oriente di Francia.
Dopo la Seconda guerra mondiale si aggiunsero le commemorazioni delle vittime del nazismo, i monumenti ai morti dei campi di concentramento e di sterminio e si trovano in prossimità del muro dei Federati.

## Conservazione del patrimonio
Illustri scultori e architetti fecero di questo luogo un vero museo del XIX secolo: tra loro, Guimard, Garnier, Visconti. La cappella così come l'entrata principale (Viale di Ménilmontant) furono costruiti dall'architetto neoclassico Étienne-Hippolyte Godde nel 1823 e il 1825. David d'Angers creò la maggior parte dei monumenti del "Quartiere dei Marescialli Imperiali".
La "parte romantica" del cimitero, circa la metà della superficie totale, costituisce un sito classificato per ordine dal 17 dicembre 1962. Il sito classificato raggruppa le divisioni 4 a 34, 36 a 39, 47 a 58, 65 a 71, 73 a 75 e una parte della divisione 76.
Molti elementi del patrimonio funebre del cimitero sono stati inscritti o classificati nei monumenti storici tra il 1983 e il 2008.
- I monumenti costruiti prima del 1900 che si trovano nelle divisioni 1 a 58, 65 a 71 e 91 sono inscritti nell'ordine del 21 marzo 1983[28]. Il numero di monumenti funebri inscritti nei monumenti è stimato intorno ai 30 000.
- L'entrata principale, la cappella, il Muro dei Federati, il monumento ai morti di Bartolomeo, il monumento funebre di Eloisa ed Abelardo, il monumento funebre di Molière, il monumento funebre di La Fontaine, il monumento di Montanier detto Dellile, e il monumento funebre di Landry sono classificati in ordine dal 14 novembre 1983[29].
- Il monumento funebre di Cartellier-Heim è classificato in ordine dal 25 gennaio 1990[29].
- Il colombario e il forno crematorio sono inscritti in ordine dal 17 gennaio 1995[29].
- Il monumento funebre di Oscar Wilde è classificato in ordine dal 10 marzo 1995, dopo essere stato inscritto nell'ordine del 20 settembre 1991[29].
- Il monumento funebre di Georges Guët è classificato in ordine dal 18 settembre 1995, dopo essere stato inscritto in ordine del 9 settembre 1994[29].
- Il monumento funebre di Frédéric Chopin è classificato in ordine dal 1º aprile 2008[29].

## Fauna e flora

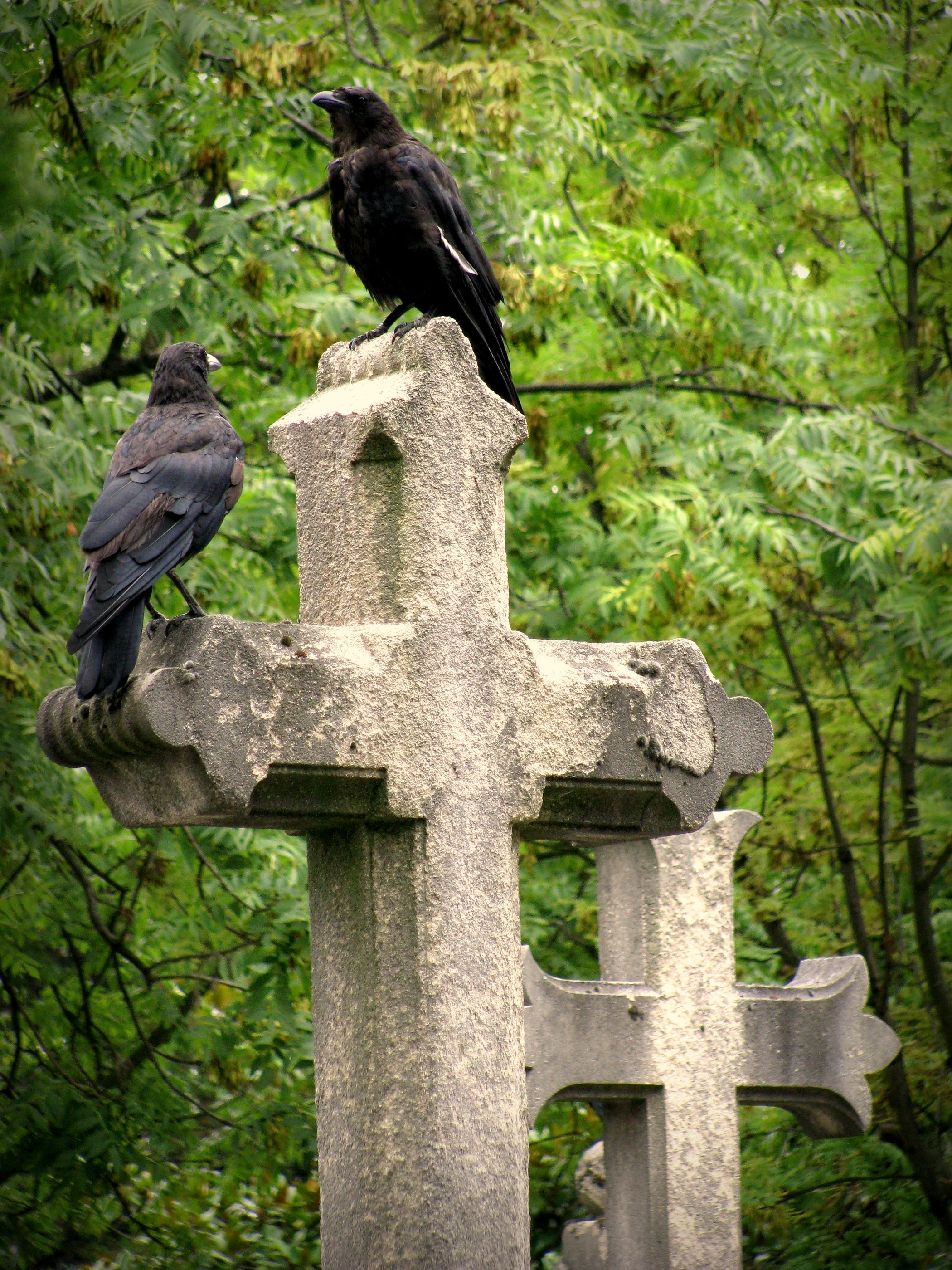

Con i suoi 44 ettari, la prima necropoli intra muros di Parigi è anche uno dei più importanti spazi verdi. Ci sono 5 300 alberi, quasi un albero per tre sepolture. Ci sono essenzialmente aceri, castagni, faggi, alberi da noce, platani. In totale, 400 spazi verdi sono stati identificati.
Il cimitero contiene due alberi eccezionali situati nella divisione 77. Il primo è un acero di Montpellier (Acer monspessulanum, L.) eccezionale per la sua età; piantato nel 1883, misura 12 metri di altezza e 2,25 metri di circonferenza. Il secondo è un ippocastano, (Aesculus hippocastanum L.) eccezionale per la sua età e per la sua circonferenza; venne piantato nel 1880 e misura circa 22 metri di altezza e 3,45 metri di circonferenza.
Lo sviluppo a volte eccessivo e non controllato della flora è criticato; ad esempio il monumento ai morti di San Bartolomeo è nascosto parzialmente dagli alberi e l'umidità accelera il deterioramento del monumento.
La fauna del Père-Lachaise è composta da una quarantina di specie di uccelli, tra cui corvi, allocchi, falchi; ci sono inoltre gatti, lucertole, pipistrelli, marmotte, ricci e scoiattoli rossi. Uno sciame di api è stato inoltre trovato nella testa di bronzo della statua di Casimiro Perier; ben 264 specie di coleotteri e un centinaio di farfalle sono stati identificati.

## Organizzazione del cimitero nel XXI secolo
Il cimitero è gestito dal servizio dei cimiteri della città di Parigi, connesso dal 1986 alla direzione dei parchi, giardini e spazi verdi. Il servizio dei cimiteri assicura i servizi d'accoglienza, informazioni dei sepolti e della sorveglianza, dell'inumazione, così come la valorizzazione del patrimonio architettonico e naturale.
La durata della concessione è di 10, 30, 50 anni o perpetua. Le tariffe sono le stesse di tutti i cimiteri parigini intra muros. Nel 2012, una concessione perpetua di 2 metri costa 13 430 €, per cinquantennio 4 004 €, per il trentennio 2 560 €, per un decennio 755 €; per una cassa al colombarium, bisogna spendere 1 725 € per 50 anni, 1 105 € per 30 anni e 365 € per una concessione temporanea di 10 anni.
Per essere sepolti al cimitero di Père-Lachaise, bisogna essere domiciliati a Parigi ed esservi deceduti. Tuttavia il cimitero è al completo dagli anni 1950.

## Nella cultura di massa
Nel film Animali fantastici - I crimini di Grindelwald (2018), ambientato in una Parigi del 1927, alcune scene sono state ambientate nel Cimitero di Père-Lachaise.

## Progetto culturale: "L'Italia del Père-Lachaise.Vies extraordinaires des Italiens de France et des Français d’Italie"
L'Italia del Père-Lachaise Vies extraordinaires des Italiens de France et des Français d’Italie è un progetto culturale che racconta le vite di 61 personaggi illustri italiani sepolti al Père-Lachaise. Il progetto è stato promosso dal Comites di Parigi in collaborazione con il Consolato Generale d'Italia a Parigi e con il contributo della Direzione Generale degli Italiani all'Estero e delle Politiche Migratorie del Ministero degli Affari Esteri e della Cooperazione Internazionale ed è stato coordinato per la parte scientifica dall'archivista Costanza Stefanori e per la parte comunicazione da Francesco Boscolo Lisetto, entrambi sotto la supervisione della Console Generale Emilia Gatto, il Presidente del Comites Vincenzo Cirillo e i consiglieri Teodoro Bartuccio e Patrizia Bisson.
Il progetto ha visto la creazione di una guida tascabile edita da Labourintus, un volume illustrato edito da Skira e un'applicazione per smartphone ed è in arrivo un fumetto.
Fra i più di 120 autori volontari, tra cui professionisti, studenti, insegnanti di italiano, presidenti di associazioni, accademici, intellettuali, scrittori, giornalisti, persone del mondo dello spettacolo, spiccano i nomi di Monica Bellucci, Corrado Augias, Enrico Letta e Massimo Ranieri.
Il progetto è stato presentato all'Ambasciata d'Italia a Parigi e subito dopo all'Ambasciata di Francia a Roma. Sono seguite presentazioni a Napoli, Ravenna, Milano, Bari, Barletta, Pesaro, Livorno, Firenze e Catania, Sequals.
Il progetto gode di una corposa rassegna stampa.